# 灰白牛仔布色
灰白牛仔布色，是一種顏色（英文：Pale Denim），是藍色顏色之一，牛仔布的一種顏色，蒼白版本的丹寧布色。